# Odos
Odos är en kommun i departementet Hautes-Pyrénées i regionen Occitanien i sydvästra Frankrike. Kommunen ligger i kantonen Laloubère som tillhör arrondissementet Tarbes. År 2022 hade Odos 3 291 invånare.

## Befolkningsutveckling
Antalet invånare i kommunen Odos
| Referens: INSEE |